# Лехта (приток Унжи)
Лехта — река в России, протекает в Макарьевском районе Костромской области. Левый приток Унжи.

## География
Река Лехта берёт начало к северу от населённого Смолозавод. Течёт на запад через сосново-берёзовые леса. Устье реки находится в 54 км по левому берегу реки Унжа напротив деревни Ярцево. Длина реки составляет 16 км, площадь водосборного бассейна — 49,9 км².

## Данные водного реестра
По данным государственного водного реестра России относится к Верхневолжскому бассейновому округу, водохозяйственный участок реки — Унжа от истока и до устья, речной подбассейн реки — Бассей притоков Волги ниже Рыбинского водохранилища до впадения Оки. Речной бассейн реки — (Верхняя) Волга до Куйбышевского водохранилища (без бассейна Оки).
Код объекта в государственном водном реестре — 08010300312110000016102.